# Detroit Stock Exchange
La Detroit Stock Exchange a été fondée en 1907 et installée dans le « Dime Building », au centre de Detroit, en pleine vague d'industrialisation de la ville portuaire américaine, proche du Canada, qui voit les compagnies industrielles de toutes les tailles se multiplier.

## Histoire
Le "Detroit Stock Exchange" est fondé en 1907, installé dans l'Immeuble Griswold et a déménagé plus tard, le 15 décembre 1919 dans l'immeuble  Dime puis en 1931, dans un bâtiment plus grand.
« Beaucoup de ces entreprises négociées à la Bourse étaient des sociétés d'abord locales, les investisseurs étaient locaux et se rendaient le plus souvent pour investir chez un courtier local », selon Steven Renaldi, conseiller en investissement et historien de la Bourse de la ville de Detroit. Les groupes locaux ont en suite été parfois cotés à New-York. Le New York Stock Exchange, plus vaste, pouvait en effet offrir des cours plus élevés car il s'adressait à un plus grand nombre d'investisseurs, selon Steven Renaldi.
Certains d'entre eux ont vu leurs chiffres d'affaires croître énormément et aller au-delà de leurs dimensions régionales et locales, parmi lesquelles Buick, Ford, Chrysler, et General Motors. Parmi les autres sociétés importantes de cette bourse, Sears Roebuck, Masco, Packard, Goebel Brewing, Kroger, Crowley Milner, Kresge (ancêtre de Kmart), Detroit Edison, Dow Chemical. En 1940, il y avait 136 compagnies cotées à la Bourse des valeurs de Detroit.
L'attrait pour le secteur automobile, important dans la ville, a été précédé par la fascination des investisseurs de la Bourse des valeurs de Turin, en Europe, pour la trentaine de constructeurs italiens apparus à la même époque, qui ont animé une flamboyante spéculation en 1905 et 1906, en particulier sur Fiat.
Durant, actionnaire de Buick, qui était cotée sur le Detroit Stock Exchange plutôt que le New York Stock Exchange a contribué à la réputation de la Bourse. La petite "Buick Motor Company of Detroit" a été rachetée par James H. Whiting et les autres associés de la Flint Wagon Works à l'automne 1903 et ils ont appelé le jeune, dynamique et influent Durant pour en prendre la direction en 1904. Ce dernier a augmenté le capital à 500 000 dollars en novembre 1904, utilisant son entreprise familiale de calèches en bois pour passer de 37 voitures en 1904 à 8 000 en 1907, l'année où il passe un contrat sur quinze ans avec Samuel McLaughlin pour produire également des Buick à Bowmanville, en Ontario, les «  Model F ». 
En 1907, Durant approche les lieutenants du banquier John Pierpont Morgan pour leur demander de l'aider à créer un groupe automobile du nom de United Motors of América, qui regrouperait Buick, Ford, Maxwell-Briscoc et la REO Motor Car Company. Il propose un échange d'actions mais Ford réclame 3 millions de dollars comptant et refuse finalement, car il s'apprête à lancer sa Ford T. Maxwell-Briscoc sera racheté par Chrysler en 1925.
Buick devient General Motors en 1908, via une augmentation de capital, cette fois de 12 millions de dollars. Durant profite  des faillites causées par la Panique de 1907 pour racheter une dizaine de constructeurs et motoristes: Oakland (futur Pontiac), Cadillac ou encore Oldsmobile, qui avait lancé en 1901 le Curved Dash, premier modèle fabriqué en série.
En 1909, Henry M. Leland, fabricant de machines spéciales puis de moteurs pour l'automobile, vend Cadillac à Durant, au cours de la plus importante transaction jamais survenue sur le Detroit stock exchange. W. Durant propose de racheter la société et offre 3 millions de dollars à Leland. Les négociations menées par Wilfrid Leland aboutissent le 29 juillet 1909 et Durant s'offre Cadillac pour 5,7 millions de dollars, Leland père et fils continuant de diriger la firme comme si elle leur appartenait toujours. Et c'est avec la Thirty que Cadillac va de nouveau obtenir un trophée Dewar attribué en 1913 pour l'invention du démarreur-dynamo et des phares électriques.
General Motors obtient en 1910 de John Davison Rockefeller un prêt remboursable en actions, qui fera ensuite le bonheur de ce dernier, l'action GM grimpant de 200 dollars à 1500 dollars. C'est l'un des premiers "junk bonds", car GM est très endetté. Du coup, Durant est évincé en 1910: inquiets de son ambition de produire 300 000 voitures, les banquiers le remplacent par Walter Chrysler. 
Durant s'investit alors dans Little Motor Car, cofondée avec Bill Little, l'ex-directeur industriel de Buick. Grâce à un prêt de 50 millions d'euros de Samuel McLaughlin, Durant lance le 30 octobre 1911 la Little 4 Car, voiture vendue seulement 650 dollars. En seulement neuf mois, il en produit 2200 dans l'usine « Flint Wagon Works », acquise grâce à une augmentation de capital de 1,2 million de dollars, émise à 25 % sous la valeur de l'action de sa nouvelle société. Le prix de la voiture est abaissé un peu plus tard à 550 $. 
| Années           | 1912   | 1913    | 1914    | 1915    |
| Ford T produites | 69 762 | 202 667 | 308 162 | 501 462 |

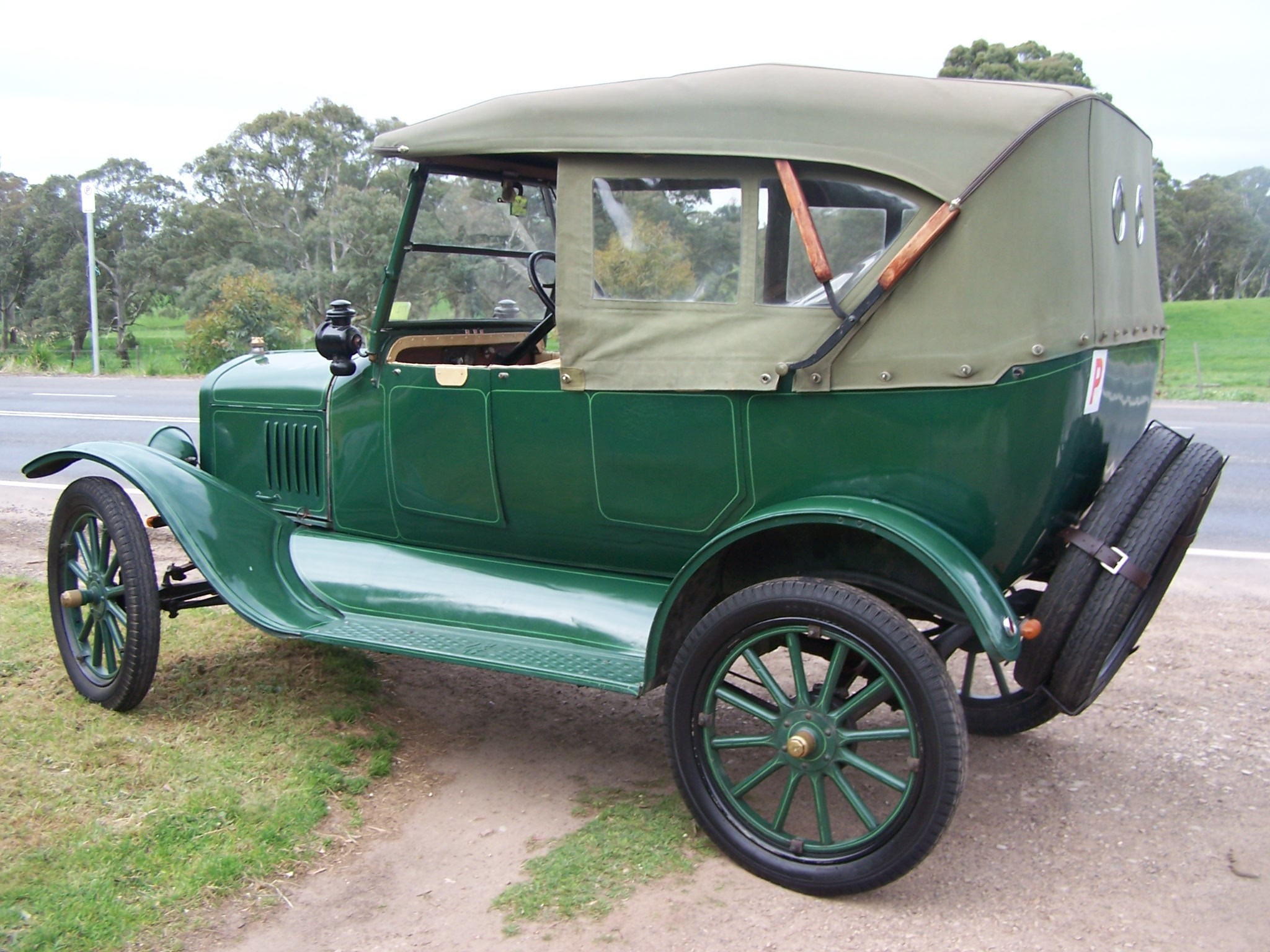
Une Ford T australienne.

En 1913, Durant s'associe au prestigieux pilote et designer suisse Louis Chevrolet, pour bénéficier de sa notoriété. Ce dernier refusant le pari sur les économies d’échelle, Durant l'écarte en 1915, pour mieux s'inspirer d'Henry Ford, qui a multiplié ses ventes par sept en quatre ans, à 501 462 en 1915. GM sera ainsi concurrencée par Ford et Chevrolet, dirigée par William C. Durant, désireux de reprendre le contrôle de GM. 
Selon le New York Times, c'est l'OPA sur la société Dogde des années 1920 qui déclenche une vaste spéculation sur les valeurs de l'automobile à la Detroit Stock Exchange, semblable à celle sur la sidérurgie 20 ans plut tôt. Le fait qu'un groupe de banquiers ait mis 146 millions de dollars sur la table pour acheter la société des frères Dodge en avril 1924 a créé un optimisme, renforcé encore par les publications de la société, troisième constructeur américain, qui annonce peu après des bénéfices doublés
La Detroit Stock Exchange fait si bien que ses courtiers ont investi dans une nouvelle construction de style art déco en 1931. Mais quand les marchés se sont effondrés en 1929, il a fallu mener une lutte pour garder l'emplacement. Le bâtiment a ouvert en 1931, mais a perdu l'hypothèque juste huit ans plus tard.
Le 15 mai 1976, après 69 ans d'opérations la Bourse annonce qu'elle fermera le 30 juin à cause du manque d'intérêt et baisse du volume d'échanges, a annoncé George White, le président du Detroit Stock Exchange au quotidien New-York Times.